# 小川亮 (漫画家)
小川 亮（おがわ りょう）は、日本の漫画家。

## 略歴
2015年、『別冊少年マガジン』（講談社、原作：大部慧史）による『赤橙』を連載。2017年には同社の漫画アプリ『マンガボックス』にてオリジナル作品となる『私人警察』を連載。2019年末からは同社の漫画アプリ『コミックDAYS』（原作：四葉夕卜）にて『パリピ孔明』を連載し、2021年に同作のテレビアニメ化が決定した後、『週刊ヤングマガジン』（同）に移籍して連載中。同作はTwitterのトレンド入りを果たすなどSNSで話題となった。

## 作品リスト
- 『赤橙』講談社〈講談社コミックス〉全3巻（原作：大部慧史、『別冊少年マガジン』2015年5月号[2] - 2016年6月号[8]）
  1. 2015年8月7日発売[9]、ISBN 978-4-06-395457-9
  2. 2016年1月8日発売[10]、ISBN 978-4-06-395555-2
  3. 2016年6月9日発売[11]、ISBN 978-4-06-395681-8
- 『私人警察』講談社〈講談社コミックス〉全3巻（『マンガボックス』2017年第29号[12]〈2017年6月22日[3]〉 - 2018年第14号[13]）
  1. 2017年10月6日発売[12]、ISBN 978-4-06-510196-4
  2. 2018年1月9日発売[14]、ISBN 978-4-06-510723-2
  3. 2018年4月9日発売[13]、ISBN 978-4-06-511204-5
- 『パリピ孔明』講談社〈ヤングマガジンコミックス〉既刊22巻（原作：四葉夕卜、『コミックDAYS』2019年12月31日[15] - 2021年11月16日[16]→『週刊ヤングマガジン』2021年52号[17] - 連載中）